# مسرشمیت ام‌ئی ۳۰۹
مسرشمیت ام‌ئی ۳۰۹ (به انگلیسی: Messerschmitt Me 309) یک هواگرد ساختِ کارخانهٔ مسرشمیت در کشور آلمان است. نخستین استفاده‌کنندهٔ این هواپیما نیروی هوایی آلمان نازی بوده‌است. این هواگرد برای نخستین بار در ۱۸ ژوئیه ۱۹۴۲ میلادی مورد استفاده قرار گرفت.